# Vjatsjeslav Sinkevitsj
Vjatsjeslav Igorevitsj Sinkevitsj (Russisch: Вячеслав Игоревич Синькевич) (Krasnoobsk, 29 november 1991) is een Russische zwemmer. Hij vertegenwoordigde zijn vaderland op de Olympische Zomerspelen 2012 in Londen.

## Carrière
Bij zijn internationale debuut, op de wereldkampioenschappen kortebaanzwemmen 2010 in Dubai, werd Sinkevitsj uitgeschakeld in de series van zowel de 100 als de 200 meter schoolslag.
Op de Europese kampioenschappen kortebaanzwemmen 2011 in Szczecin sleepte de Rus de zilveren medaille in de wacht op de 200 meter schoolslag, daarnaast eindigde hij als zevende op de 100 meter schoolslag en strandde hij in de series van de 50 meter schoolslag.
Tijdens de Olympische Zomerspelen van 2012 in Londen werd Sinkevitsj uitgeschakeld in de halve finales van de 200 meter schoolslag, op de 4x100 meter wisselslag strandde hij samen met Vladimir Morozov, Nikolaj Skvortsov en Andrej Gretsjin in de series. In Chartres nam de Rus deel aan de Europese kampioenschappen kortebaanzwemmen 2012. Op dit toernooi veroverde hij de Europese titel op de 200 meter schoolslag, daarnaast eindigde hij als achtste op de 100 meter schoolslag en werd hij uitgeschakeld in de series van de 50 meter schoolslag. Op de wereldkampioenschappen kortebaanzwemmen 2012 in Istanboel legde Sinkevitsj, op de 200 meter schoolslag, beslag op de bronzen medaille en eindigde hij als zesde op de 100 meter schoolslag. Samen met Stanislav Donets, Nikolaj Skvortsov en Vladimir Morozov sleepte hij de zilveren medaille in de wacht op de 4x100 meter wisselslag.

## Internationale toernooien
| Jaar | Olympische Spelen                         | WK langebaan  | WK kortebaan                                             | EK langebaan  | EK kortebaan                                              |
| ---- | ----------------------------------------- | ------------- | -------------------------------------------------------- | ------------- | --------------------------------------------------------- |
| 2010 |                                           |               | 22e 100m schoolslag 20e 200m schoolslag                  | geen deelname | geen deelname                                             |
| 2011 |                                           | geen deelname |                                                          |               | 50e 50m schoolslag · 7e 100m schoolslag · 200m schoolslag |
| 2012 | 10e 200m schoolslag 12e 4x100m wisselslag |               | 6e 100m schoolslag · 200m schoolslag · 4x100m wisselslag | geen deelname | 20e 50m schoolslag · 8e 100m schoolslag · 200m schoolslag |

## Persoonlijke records
Bijgewerkt tot en met 22 december 2012

### Kortebaan
| Afstand         | Tijd    | Datum            | Plaats          |
| --------------- | ------- | ---------------- | --------------- |
| 100m schoolslag | 57,83   | 12 december 2012 | Istanboel       |
| 200m schoolslag | 2.02,45 | 22 december 2012 | Sint-Petersburg |

### Langebaan
| Afstand         | Tijd    | Datum         | Plaats |
| --------------- | ------- | ------------- | ------ |
| 100m schoolslag | 1.01,28 | 21 april 2012 | Moskou |
| 200m schoolslag | 2.09,90 | 31 juli 2012  | Londen |